# Billel Bensaha
Billel Bensaha (en arabe : بلال بن ساحة) est un footballeur algérien né le 18 février 1994 à Zéralda. Il joue au poste d'ailier à l'Union sportive madinet El Harrach.

## Biographie
Lors de la saison 2018-2019, il inscrit sept buts en première division algérienne avec le club de la DRB Tadjenanet.
Lors de la saison 2019-2020, il participe à la Ligue des champions d'Afrique avec l'équipe tunisienne de l'Espérance sportive de Tunis. Il inscrit un but en quart de finale face au club égyptien de Zamalek. Il participe également à la Coupe du monde des clubs en décembre 2019, disputant un match face au club saoudien d'Al Hilal.

## Palmarès
ES Tunis
- Championnat de Tunisie (1) :
  - Champion : 2020.
- Supercoupe de Tunisie (1) :
  - Vainqueur : 2018-2019.
- Coupe de Tunisie :
  - Finaliste : 2020
- Supercoupe d'Afrique : 
  - Finaliste : 2020
- Coupe du monde des clubs :
  - 5e : 2019